# Дворников, Леонид Трофимович
Леонид Трофимович Дворников (род. 16 февраля 1934, с. Каргасок) — доктор технических наук, профессор, заведующий кафедрой теории механизмов и машин и основ конструирования Сибирского государственного индустриального университета (г. Новокузнецк), заслуженный деятель науки Российской Федерации (1998) и Республики Кыргызстан, лауреат государственной премии Кыргызстана, академик Международной академии наук высшей школы, иностранный член-корреспондент Национальной академии наук Республики Кыргызстан.

## Биография
Учился в школе посёлка Кузедеево. Окончил с отличием Томский политехнический институт (ТПУ) в 1958 г. по специальности горная электромеханика. В 1959—1965 гг. преподавал там же, в 1964 году защитил кандидатскую диссертацию. Совместно с Кузнецким машиностроительным заводом занимался разработкой новой горнодобывающей техники. Работал в 1965—1989 гг. во Фрунзенском политехническом институте (г. Фрунзе, Киргизия). Участвовал в разработке бурильного механизма для Лунной станции Луна-24. В 1975 г. защитил докторскую диссертацию.
С 1989 г. по 2021 годы работает в Сибирском государственном индустриальном университете (г. Новокузнецк) на кафедре теории основ и конструирования машин /Механики и Машиностроения. Возглавляет научно-образовательный центр Машиностроение.

## Научная деятельность
Основатель научной школы «Теория структуры механических систем и практика её использования при синтезе сложных машин, включая горные».
Автор принципиально новых идей в разработке теории структуры механических систем, в частности теории кинематических пар, теории кинематических цепей, приложений теории к синтезу строительных ферм, к задачам остеосинтеза. Подготовил пять докторов и тридцать кандидатов технических наук. Академик Международной академии наук высшей школы, действительный член Нью-Йоркской Академии наук.
Создал универсальную структурную классификацию механизмов на базе структурных групп Ассура

## Награды
- Орден Почёта (12 апреля 2010 года) — за достигнутые трудовые успехи и многолетнюю плодотворную работу[6]
- Орден Дружбы народов (1986 год)
- Медаль ордена «За заслуги перед Отечеством» II степени (4 марта 2003 года) — за достигнутые трудовые успехи и многолетнюю добросовестную работу[7]
- Медаль «За доблестный труд»
- Медаль «Ветеран труда» (1985 год)
- Знак «Шахтёрская слава II и III степеней»
- Две бронзовые медали ВДНХ СССР (1986 и 1987 годы)
- Медаль «За особый вклад в развитие Кузбасса»
- Кавалер знаков «Изобретатель СССР», «Почётный работник высшего профессионального образования»
- Медаль НАН Казахстана имени академика У. А. Джолдасбекова
- Заслуженный деятель науки Российской Федерации (6 июля 1998 года) — за заслуги в научной деятельности[8]
- Орден «Данакер» (15 февраля 2004 года, Кыргызстан) — за особые заслуги в области науки и образования Кыргызстана[9]

## Сочинения
Л. Н. Гудимова, Л. Т. Дворников . Основы теории избыточности связей в механизмах, Новокузнецк, 2017.